# Kristrún Frostadóttir
Kristrún Frostadóttir (Reykjavík, 12 maggio 1988) è una politica ed economista islandese, prima ministra dell'Islanda dal 21 dicembre 2024.
Attualmente è leader dell'Alleanza Socialdemocratica ed è stata eletta all'Alþingi alle elezioni del 2021.

## Carriera
Lavorò come giornalista nel giornale economico Viðskiptablaðið ed è stata impiegata tra gli analisti della Arion Bank. È stata specialista alla Morgan Stanley, prima a New York, e poi a Londra, ed è stata economista alla Camera di Commercio islandese nel 2017 e nel 2018, diventando poi economista presso la Kvika Bank fino al 2021, quando si è candidata nella lista dell'Alleanza Socialdemocratica nel distretto elettorale di Reykjavík Sud.